# Jiří Zach
Jiří Zach (24. dubna 1830, Vysoké Mýto – 3. října 1887, Kutná Hora) byl český matematik, učitel a architekt.

## Život
Otec Jiřího Zacha, řezbář Václav Zach, svého syna po absolvování obecné školy poslal na dva roky do kutnohorské krajské hlavní školy, aby se tam zdokonalil v kreslení a mohl mu pomáhat v dílně s náročnými řezbářskými výtvory. Po návratu domů pomáhal krátce Jiří Zach svému otci v dílně, poté absolvoval praxi u místního stavitele a nakonec příbuzní a známí přesvědčili rodiče, aby talentovaného syna poslali roku 1847 na polytechniku do Prahy. Po studiu techniky, přerušeném krátce revoluční bouří roku 1848, zůstal Jiří Zach v Praze v letech 1853 až 1856 jako asistent deskriptivní geometrie u profesora Rudolfa Skuherského. V roce 1856 vykonal zkoušku učitelské způsobilosti pro učitelství na reálných školách. V letech 1856 až 1859 učil na reálce v Lokti a od roku 1859 byl profesorem na reálce v Kutné Hoře. V roce 1865 se stal ředitelem této školy, ale působil zde stále i jako učitel. V roce 1879 podal žádost o zřízení státní průmyslové školy v Kutné Hoře a o tři roky později vznikla "kreslířská a vzorkovací škola", do jejíhož čela byl Jiří Zach rovněž jmenován. Ředitelem reálky byl až do své smrti. Publikoval několik prací ve výročních zprávách reálek v Lokti a v Kutné Hoře, které se zabývaly deskriptivní geometrií, malířstvím a uměním. Zabýval se rovněž historií kutnohorského školství a je autorem prací zabývajících se významnými stavbami ve městě. Sám několik budov také vyprojektoval.